# Chiesa di San Sacerdote
La chiesa di San Sacerdote è una chiesa cattolica situata a Sarlat-la-Canéda, nel dipartimento della Dordogna, in Francia. È stata classificata come monumento storico nel 1840. È dedicata a san Sacerdote di Limoges, le cui reliquie, donate alla chiesa nel Medioevo, sono scomparse durante le guerre di religione.
La chiesa è stata cattedrale della diocesi di Sarlat dal 1317 al 1801.